# 芭黎絲的1夜
《芭黎絲的1夜》（英語：1 Night in Paris）是一部2004年的性愛影片，片中芭黎絲·希爾頓和當時的男朋友瑞克‧薩羅門做愛。

## 概觀
這片子在芭黎絲的電視劇《拜金女新體驗》播出前流出，使媒體關注。薩羅門起初控告芭黎絲譭謗，當芭黎絲公開說她不關這片子事，和不知道這片子拍攝時她在做甚麼時。芭黎絲也控告薩羅門發放影片，但2005年庭外和解。報告說，芭黎絲得到400000美元和準備捐出一部份給慈善團體。但2006年與GQ雜誌的訪問中，她說：「我一分都沒有得到。這是骯髒錢，薩羅門應該把它全捐給慈善團體為性侵犯受害人或者甚麼。」

### 製作及發行
毛片和DVD複製本在網上流傳，在多個網站可合法看見。這片獲得AVN獎在2005年的「最暢銷作品」、「最暢租作品」、「最佳市場策略─個人計劃」。
芭黎絲的1夜DVD由紅燈區電影商發行，一個發行商製作和發行高級色情電影。
芭黎絲的1夜是名人色情電影中的獨特作品，因為發行商與其中一名演員保持良好關係。瑞克‧薩羅門甚至為每場性愛做旁白。這是最明顯的名人性愛影片，有明顯的陰道插入、舔陰、吹蕭和完全口爆。片子芭黎絲在床戏中途接聽電話，引來很多戲仿。

## 獎項
- 2008 F.A.M.E. Awards - 我最喜愛名人性愛片[3]

## 網站
- 互联网电影数据库（IMDb）上《1 Night in Paris》的资料（英文）
- Paris Hilton Filmography